# Francisco de Oliveira
Francisco Maria Cavalcanti de Oliveira, mais conhecido como Chico de Oliveira (Recife, 7 de novembro de 1933 – São Paulo, 10 de julho de 2019), foi um dos mais importantes sociólogos brasileiros.
Doutor por notório saber pela Faculdade de Filosofia, Letras e Ciências Humanas da Universidade de São Paulo (1992), participou do grupo inicial de pesquisadores do Centro Brasileiro de Análise e Planejamento (Cebrap) e foi um dos fundadores do Partido dos Trabalhadores, com o qual rompeu em 2003.

## Biografia
Graduado em Ciências Sociais (1956) na Faculdade de Filosofia da Universidade do Recife, atual Universidade Federal de Pernambuco, pertenceu aos quadros técnicos do Banco do Nordeste (1956 - 1957) e da Sudene (1959 - 1964), onde trabalhou com Celso Furtado. Após o golpe de 1964, ficou preso por dois meses.  Posteriormente, deixou a cidade do Recife e "exilou-se" no Rio de Janeiro.
Professor a de Sociologia do Departamento de Sociologia da Faculdade de Filosofia, Letras e Ciências Humanas da Universidade de São Paulo (FFLCH-USP), foi aposentado compulsoriamente pelo AI-5. Ingressou no Cebrap em 1970, a convite de Octavio Ianni. Do grupo inicial do Cebrap, também fizeram parte Boris Fausto, Cândido Procópio Ferreira de Camargo, Carlos Estevam Martins, Elza Berquó, Fernando Henrique Cardoso, Francisco Weffort, José Arthur Giannotti, José Reginaldo Prandi, Juarez Rubens Brandão Lopes, Leôncio Martins Rodrigues, Luciano Martins, Octavio Ianni, Paul Singer e Roberto Schwarz.
No Partido dos Trabalhadores (PT), integrou a 1ª Diretoria Executiva da Fundação Wilson Pinheiro - fundação de apoio partidária instituída pelo PT em 1981, antecessora da Fundação Perseu Abramo. Coordenador-executivo do Centro de Estudos dos Direitos da Cidadania — Cenedic — da USP, deixou o Partido dos Trabalhadores e filiou-se ao PSOL (Partido Socialismo e Liberdade).
Em 2003, ano em que deixou o PT, Francisco de Oliveira disse que Luiz Inácio Lula da Silva nunca foi de esquerda. Já nas eleições de 2010 afirmou que "Lula é mais privatista que FHC. Privatista numa escala que o Brasil nunca conheceu". Em 2012, durante entrevista no programa Roda Viva, da TV Cultura, desabafou: "Lula é sem caráter e oportunista". Já em 2016 disse não acreditar nas acusações contra o ex-presidente. "Não é verdade. Lula não é nenhum ladrão, para meter a mão no dinheiro público", disse ao Zero Hora.
Em 25 de agosto de 2006, foi-lhe concedido o título de doutor honoris causa na Universidade Federal do Rio de Janeiro, por iniciativa do Instituto de Economia da UFRJ.  Em 28 de agosto de 2008, o de professor emérito pela FFLCH-USP.  Em 22 de novembro de 2010, o de doutor honoris causa na Universidade Federal da Paraíba
Foi candidato a reitor da USP, representando a chapa de oposição. Contudo, não poderia se eleger segundo o estatuto da Universidade, pois é aposentado. Ele reconhece, contudo, que o problema da USP se explica mais pelo "anacronismo de suas regras estatutárias e legais, e menos pela má qualidade de seus gestores" e é forte crítico do estatuto disciplinar da Universidade, que ele avalia como sendo uma herança do período ditatorial. Também defende a autonomia universitária e seu caráter de conquista popular, posicionando contra o corte ou "deslocamento" de verbas públicas: "isso é conversa de economista liberal".
Faleceu em 10 de julho de 2019, enquanto se recuperava, em casa, de uma pneumonia.

## Prêmios e homenagens
Recebeu o prêmio Jabuti em 2004, na categoria Ciências Humanas, pelo livro Crítica à razão dualista/O ornitorrinco, publicado pela editora Boitempo. Em 2013, foi o homenageado do IV Curso Livre Marx-Engels, organizado pela editora Boitempo e pelo Sesc.

## Obras
Entre suas principais obras, destacam-se:
- Hegemonia às avessas: economia, política e cultura na era da servidão financeira. São Paulo: Boitempo, 2010. Francisco de Oliveira, Ruy Braga e Cibele Rizek (orgs.).
- A economia brasileira: crítica à razão dualista / O ornitorrinco     (Boitempo)
- Elegia para uma re(li)gião (Paz e Terra),
- O elo perdido: classe e identidade de classe em Salvador (Brasiliense),
- Os direitos do antivalor (Vozes),
- Os cavaleiros do antiapocalipse, em colaboração com Álvaro Comin (Entrelinhas/Cebrap),
- Os sentidos da democracia, em colaboração com Maria Célia Paoli (Vozes).